# Tung Chung Line (MTR)
De Tung Chung line is een van de elf metrolijnen van de Metro van Hongkong. De lijn loopt van station Hong Kong naar metrostation Tung Chung.

## Route
In tegenstelling tot andere routes in het MTR metro systeem is het overgrote deel van de Tung Chung line bovengronds. De lijn deelt een groot deel van de route het spoor met de Airport Express en splitst in Tung Chung.
De lijn begint ondergronds in Hong Kong Station en, via Kowloon Station komt bij Olympic bovengronds. Daar loopt de route onder de West Kowloon Expressway via Nam Cheong, Lai King en Tsing Yi.
Na een tunnel onder Tsing Yi Island gaat de route over de twee bruggen Tsing Ma-brug en Kap Shui Mun brug, ook wel Lantau-link genoemd. De route loopt over Lantau, parallel aan de North Lantau Expressway via Sunny Bay. De Airport Express trein splitst vlak voor de stad Tung Chung. De route van de Tung Chung line eindigt bij station Tung Chung
Sommige uitgaande treinen hebben hun eindstation in Tsing Yi en reizen niet door naar Tung Chung. Dit heeft te maken met een capaciteitsrestrictie op de Tsing Ma-brug. Op deze brug is maximaal 1 trein toegestaan in verband met veiligheidsredenen.
|  |

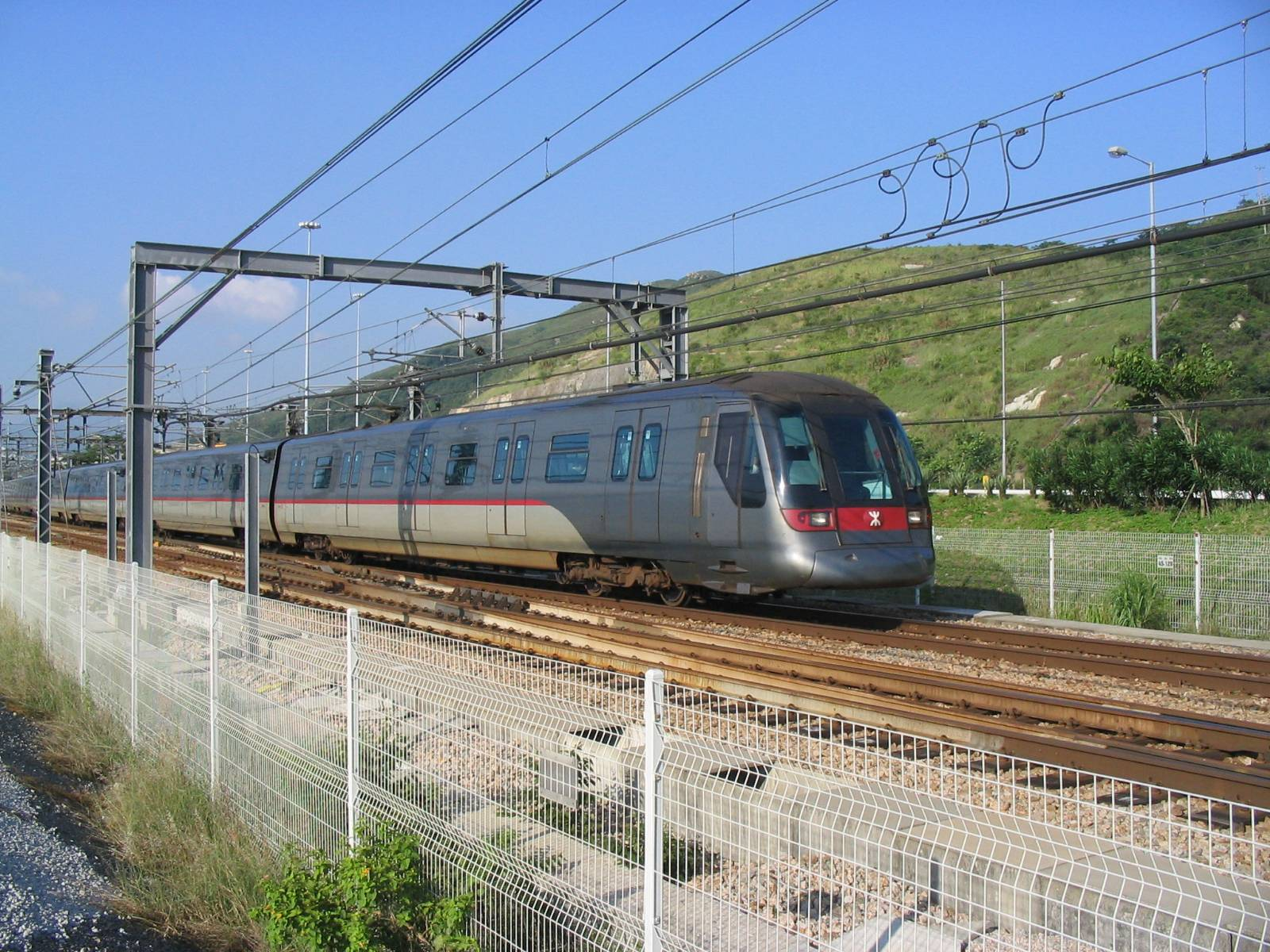
Tung Chung line A-Stock Train
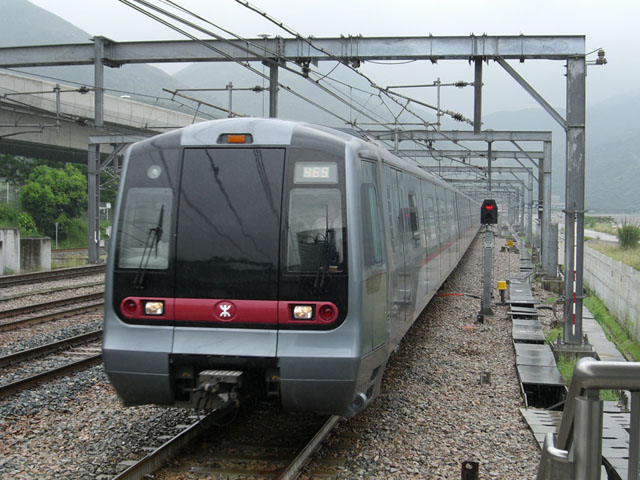
Tung Chung line K-Stock Train
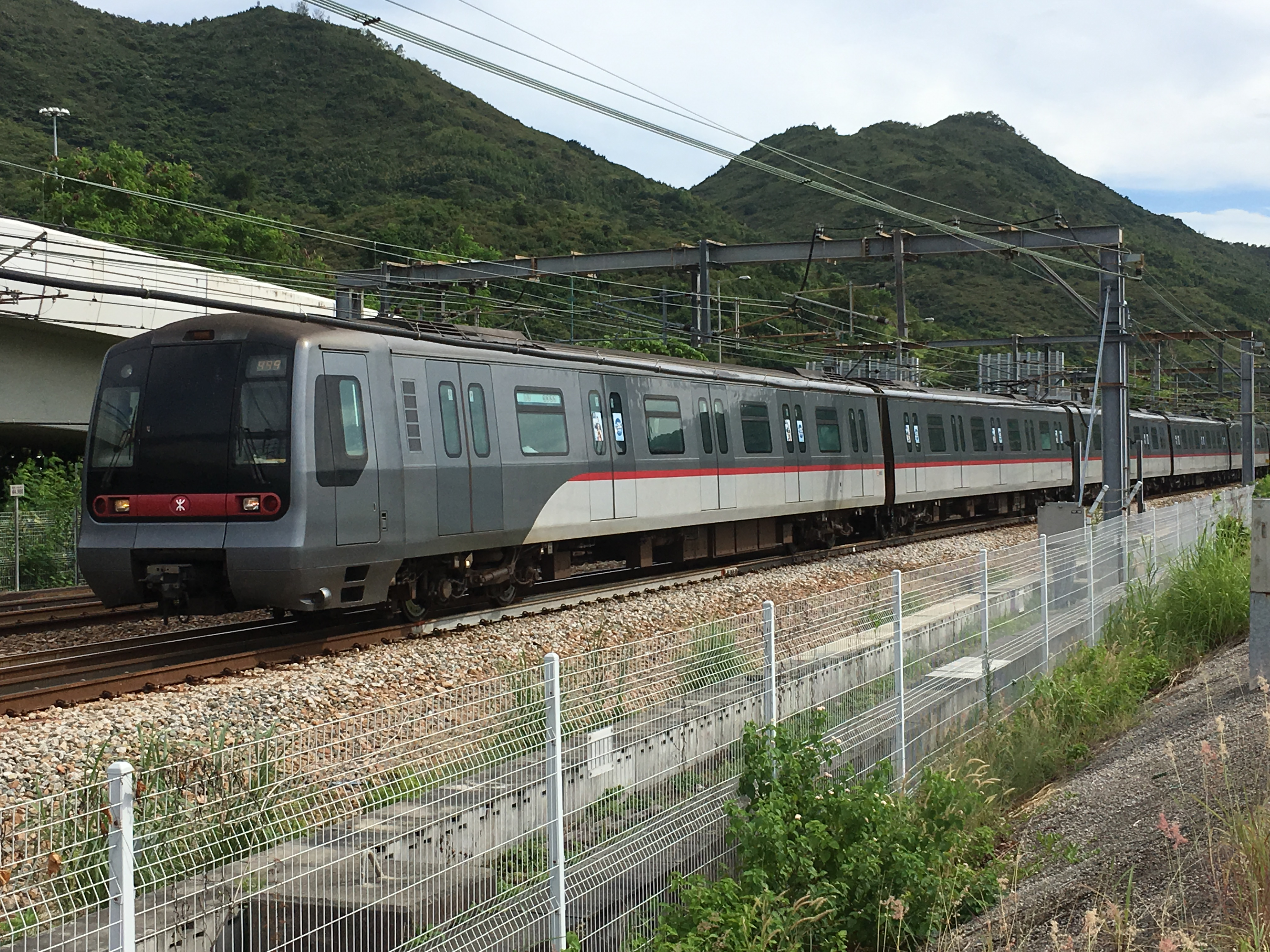
Tung Chung line K-Stock Train
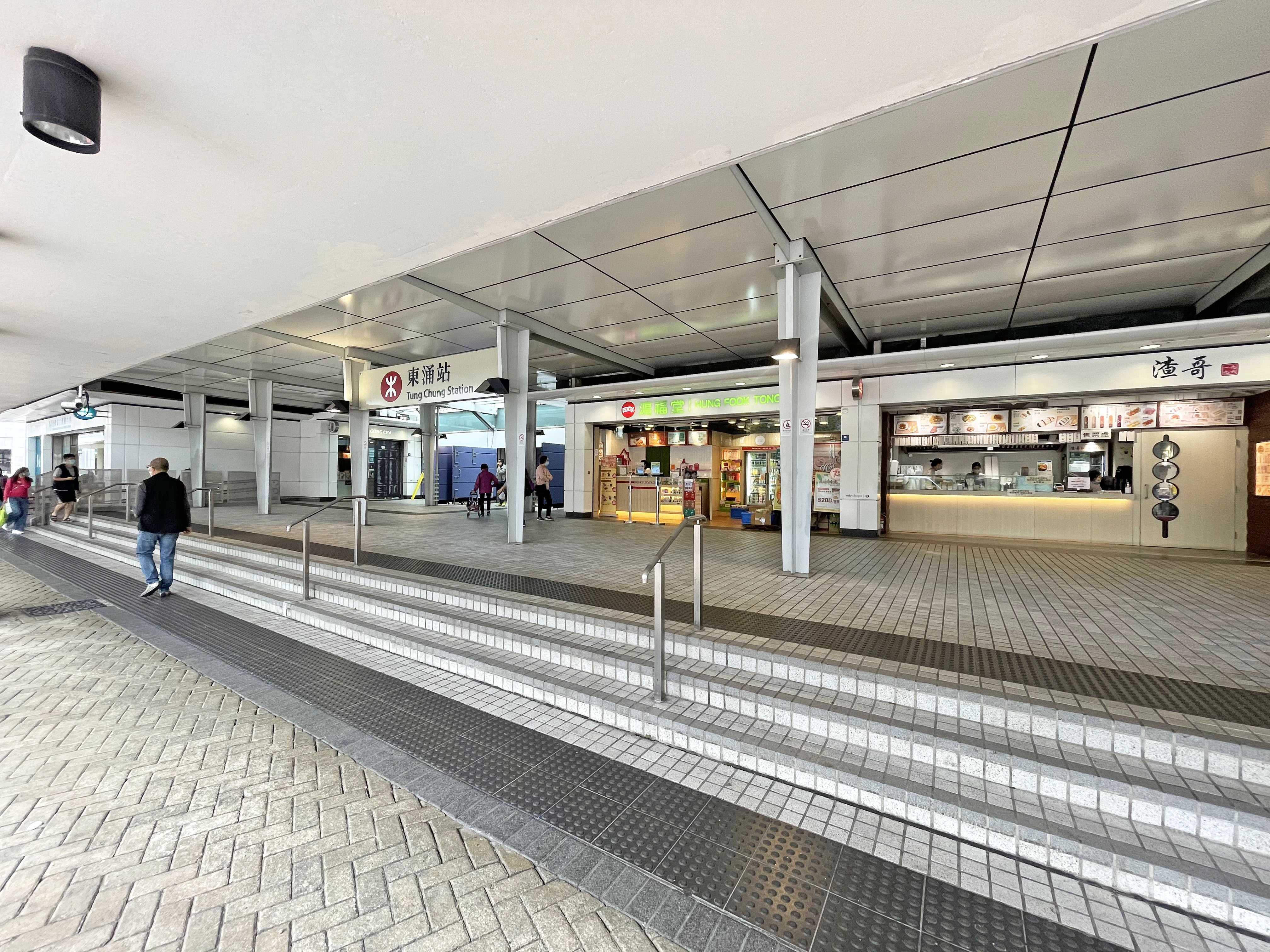
Buitenkant van Tung Chung Station
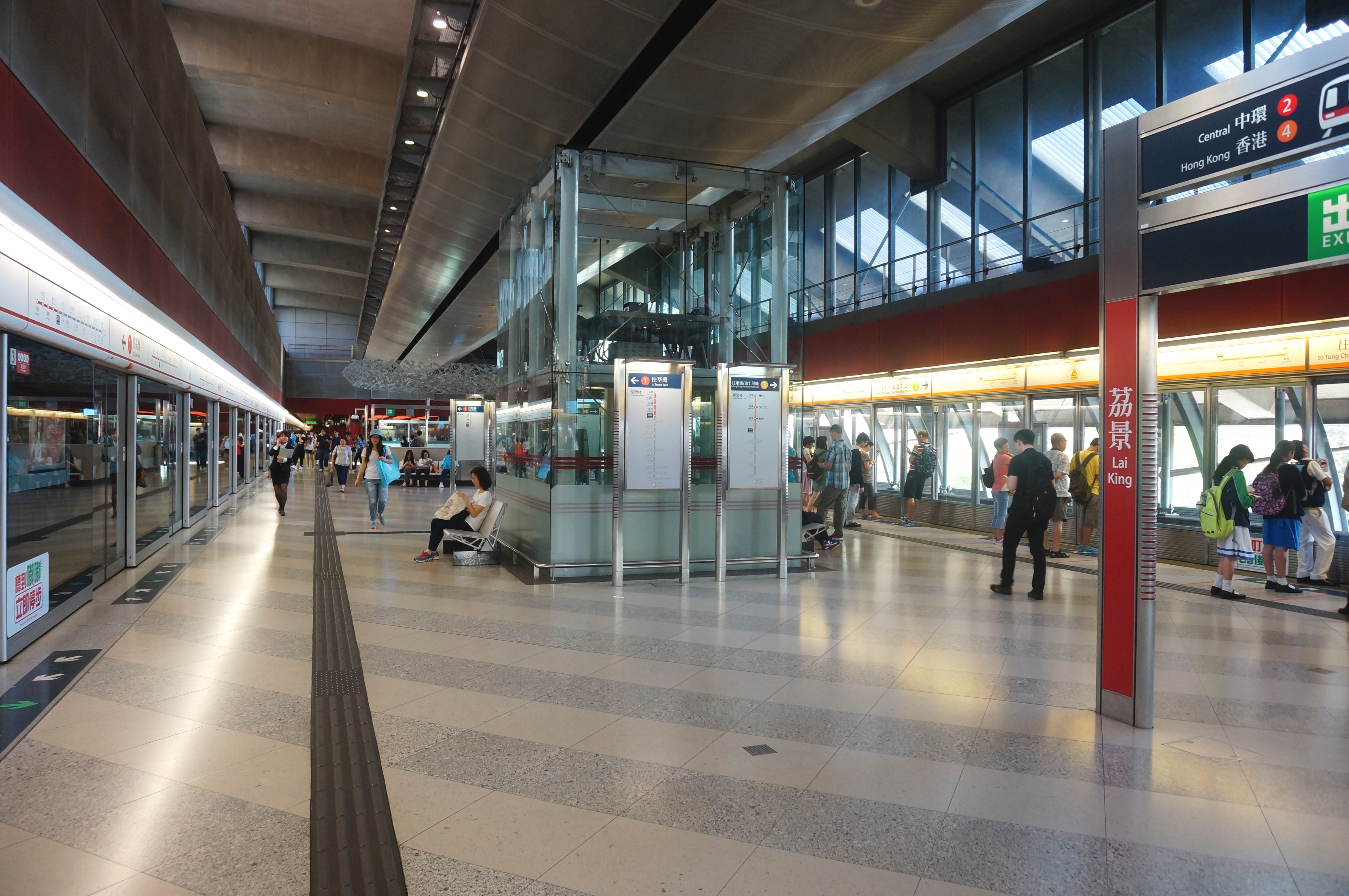
Bovenste perron van Lai King Station
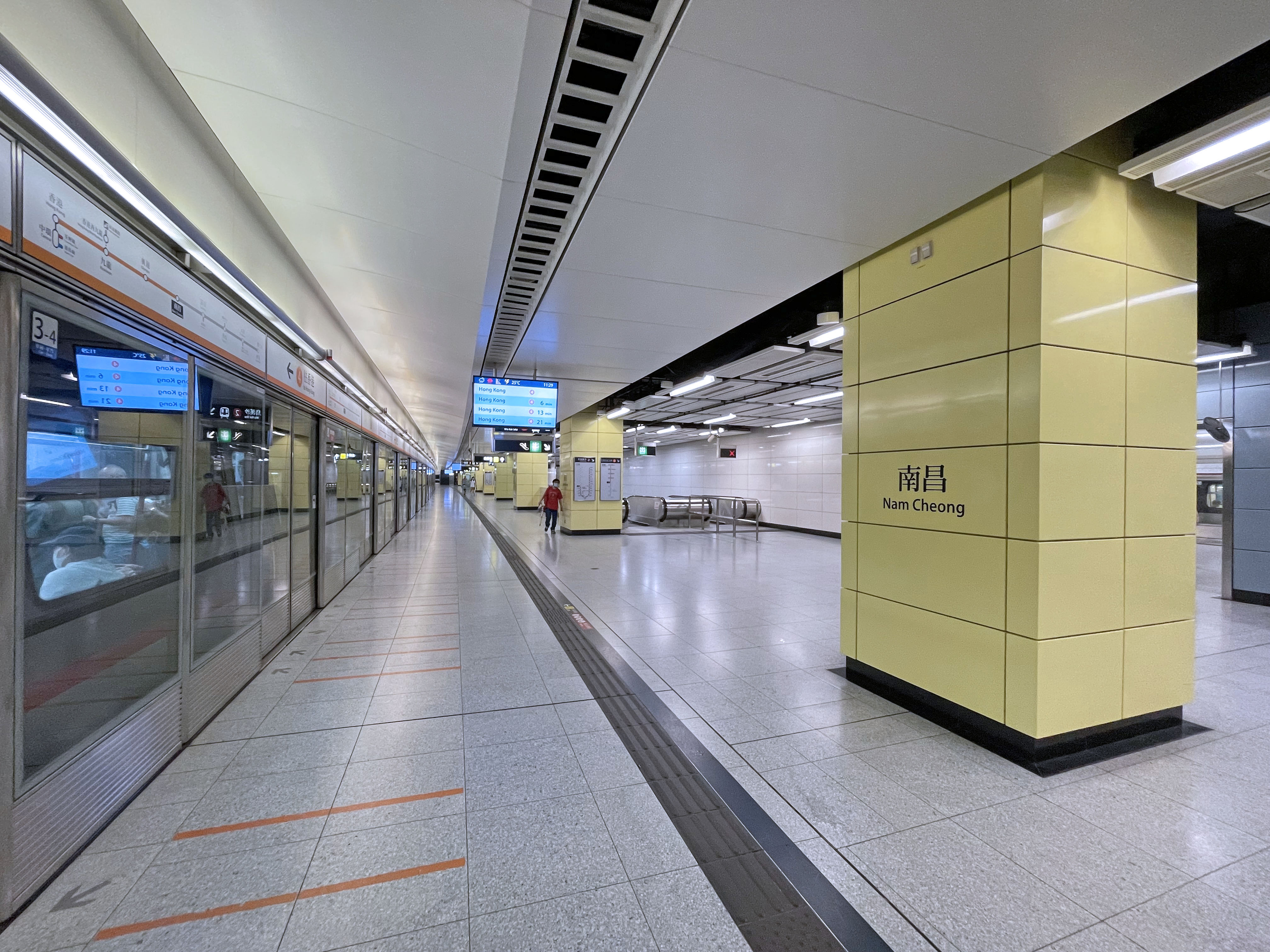
Nam Cheong; overstapmogelijkheid met Tuen Ma Line
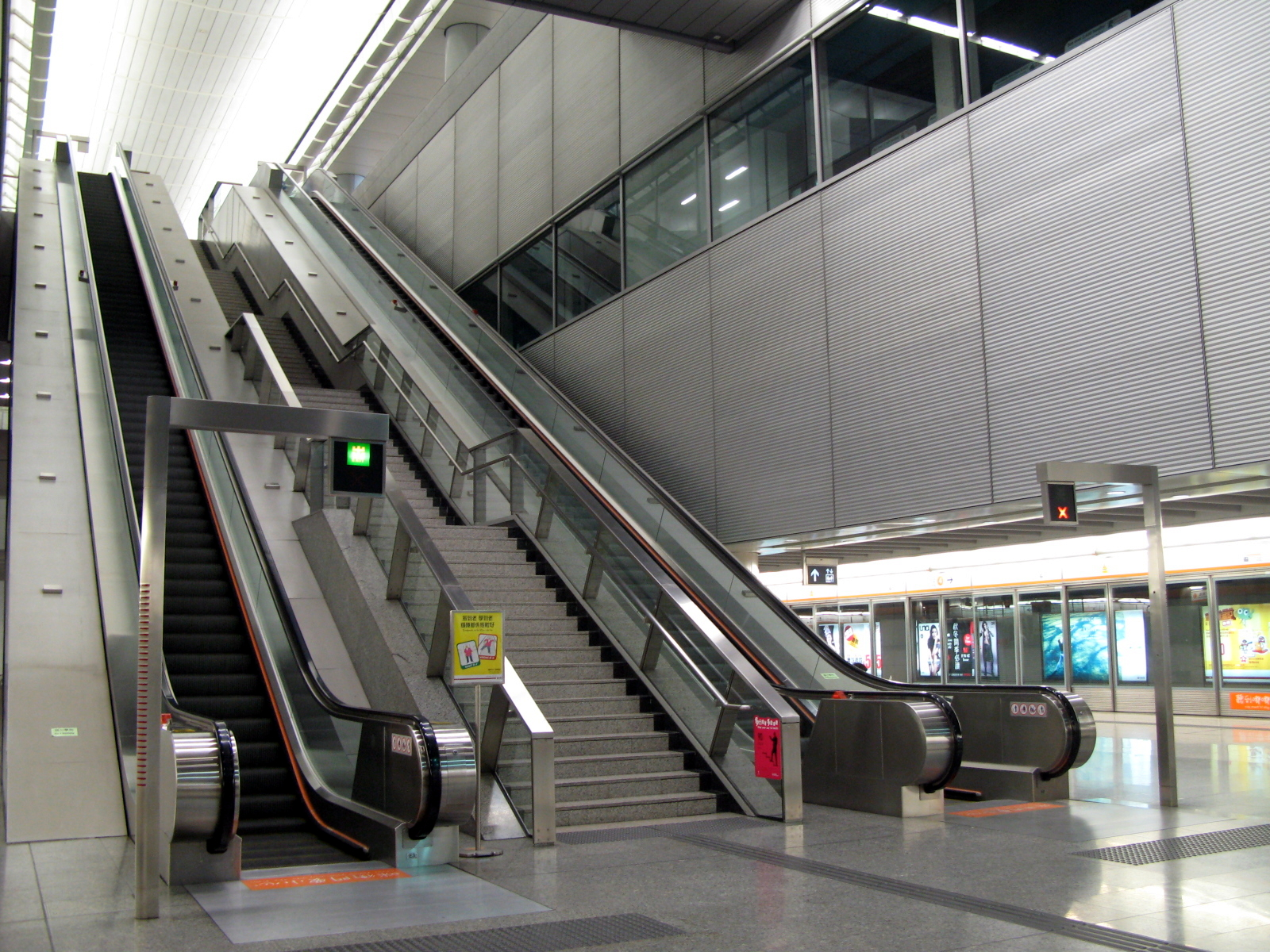
Kowloon Station, Tung Chung line perron
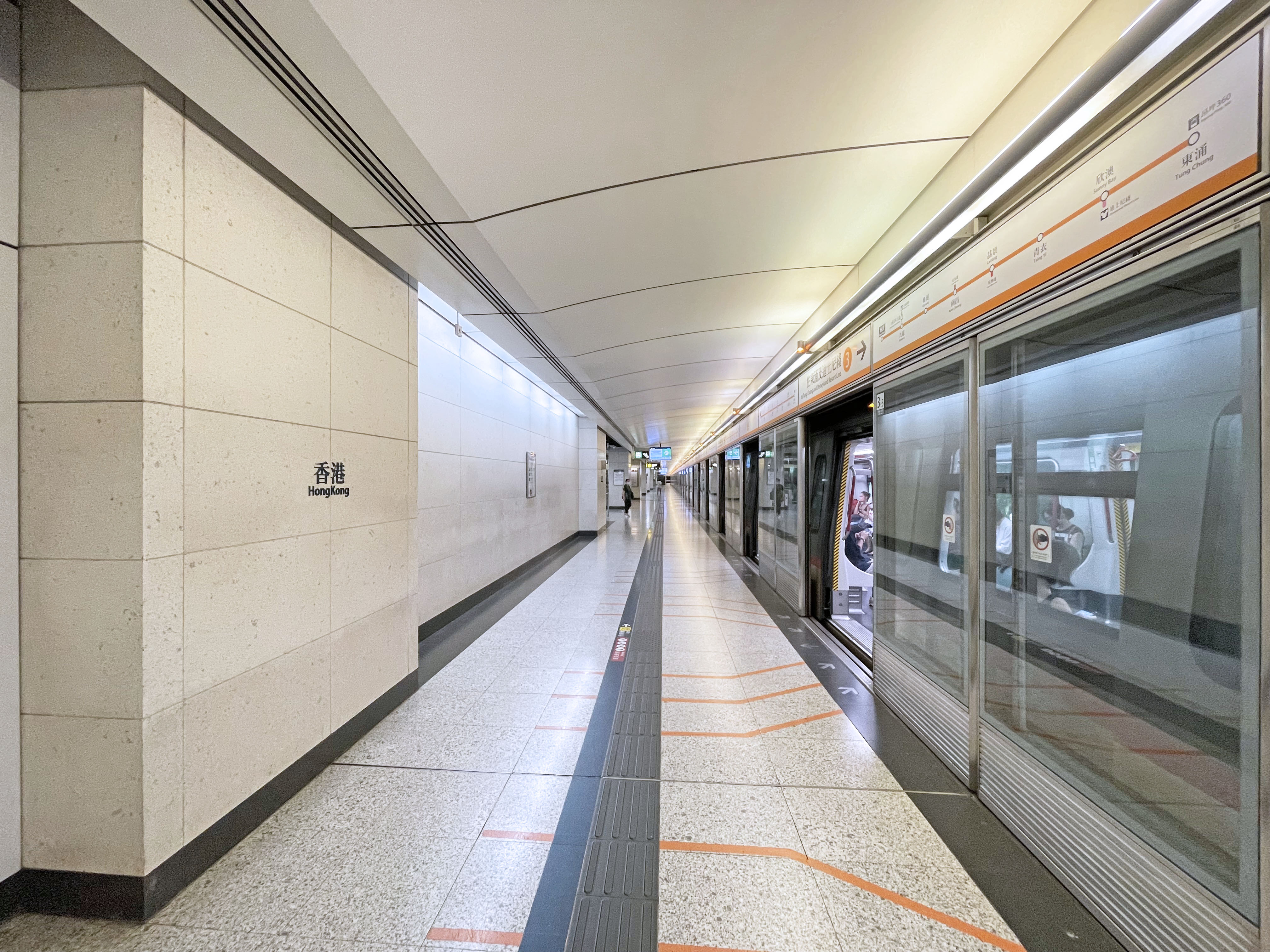
Hong Kong Station, Tung Chung line perron